# アンドリュー・エアリー
アンドリュー・エアリー（Andrew Airlie, 1961年9月18日 - ）は、スコットランドのグラスゴー出身の俳優である。
トロントで一時期活動した後、現在はカナダのバンクーバーに拠点を置いて活動している。

## 出演作品

### テレビ
- Xファイル The X-Files (1993)  シーズン1第5話「ジャージー・デビル」
- THE KILLING〜闇に眠る美少女
- リーガルに恋して
- FRINGE/フリンジ
- REAPER デビルバスター（ジョン）
- ユーリカ 〜地図にない街〜
- Lの世界
- スーパーナチュラル
- ファースト・ウェイブ
- 新アウターリミッツ

### 映画
- キラー・マウンテン
- アルマゲドン2012 マーキュリー・クライシス（エドワード）
- 50/50 フィフティ・フィフティ
- ツイスター2008（トラヴィス）
- バタフライ・エフェクト2（ロン・キャラハン）
- ニュースの天才
- ウェイステッド 私たちの最悪な一年
- デッド・ターゲット
- 極寒の1000マイル
- 悪魔の恋人